# 大沢昌助
大沢 昌助（おおさわ しょうすけ、1903年9月24日 - 1997年5月15日）は、昭和・平成の日本の洋画家。戦後二科会再建時の創立会員。80歳を過ぎてソフトライン、水平線シリーズなど簡潔で色彩豊かな独自の抽象絵画を確立した。東京都庁に壁画がある。

## 略歴
- 1903年（明治36年）9月24日、東京三田綱町に大沢三之助、みよ子の三人兄弟の二男として生まれる。

三之助は建築家辰野金吾の教えをうけ、後に東京美術学校図案科第二部（建築科）主任教授となる。昌助の兄と弟は建築家になった。三之助の妹（いと子）は福沢諭吉の長男一太郎に嫁いだ。
- 1923年（大正12年）（20歳） 4月、東京美術学校（現・東京芸術大学）西洋画科に入学。長原孝太郎、小林万吾にデッサンを学び、三年次に藤島武二教室に入る。一級上に猪熊弦一郎、山口長男、荻須高徳、岡田謙三、牛島憲之、小磯良平、一級下に吉井淳二、久保守らがいた。
- 1928年（昭和3年）（25歳） 東京美術学校西洋画科を首席で卒業。
- 1932年（昭和7年）（29歳） 世田谷区玉川奥沢町2-666にアトリエを建て、転居。この年、国立音楽学校の一期生でピアニストの北村季美子と結婚する。（季美子の父北村季春は長野県歌「信濃の国」の作曲者）
- 1933年（昭和8年）（30歳） 大沢昌助油絵個展（日動画廊）開催、福沢一郎から励ましをうける。
- 1939年（昭和14年）（36歳） この年から児童雑誌『コドモノクニ』に童画を掲載。
- 1942年（昭和17年）（39歳） 二科賞受賞。
- 1943年（昭和18年）（40歳） 二科会会員に推挙される。
- 1945年（昭和20年）（42歳） 4月頃、強制疎開を受け、福沢方に転居。8月、父、三之助死去。この年、二科会再建に会員として参加する。
- 1946年（昭和21年）（43歳） 武井武雄、初山滋らによる日本童画会の創立に参加。
- 1954年（昭和29年）（51歳） 多摩美術大学教授となる（1969年まで）。
- 1961年（昭和36年）（58歳） 兜屋画廊で戦後初個展。
- 1965年（昭和40年）（62歳） 第4回国際形象展で愛知県美術館賞を受賞。多摩美術大学正面玄関にモザイク壁画を制作。第8回サンパウロ・ビエンナーレ展に出品
- 1973年（昭和48年）（70歳） 大沢昌助・村井正誠・山口長男展（夢土画廊）
- 1975年（昭和50年）（72歳） 麻生三郎・大沢昌助・柳原義達・山口長男展（ギャラリーセゾン）
- 1978年（昭和53年）（75歳） 大沢昌助・堀文子・建畠覚造展（神奈川県民ギャラリー）開催。
- 1981年（昭和56年）（78歳） 大沢昌助の世界展（池田二十世紀美術館）開催
- 1982年（昭和57年）（79歳） 二科会を退会。
- 1984年（昭和59年）（81歳） 大沢昌助個展（銀座アートセンターホール）開催、「隠喩（赤）」「隠喩（青）」
- 1991年（平成3年）（88歳） 8月、大沢昌助展（銀座、和光ホール）開催。9月、変身と変貌 大沢昌助展（練馬区立美術館）開催。東京都新都庁舎都議会本会議場前ロビーの大理石に壁面デザイン。
- 1995年（平成7年）（92歳） 第4回中村彝賞受賞。
- 1997年（平成9年）5月15日午前9時、急性心筋梗塞のため自宅で死去。享年93。9月、追悼 大沢昌助展（練馬区立美術館）。